# CONCACAF Gold Cup 2009
La CONCACAF Gold Cup 2009 è stata la 20ª edizione (la 10ª con la formula attuale) di questo torneo di calcio continentale per squadre nazionali maggiori maschili organizzato dalla CONCACAF.
Il torneo si è disputato dal 3 al 26 luglio 2009 in 13 città degli Stati Uniti d'America, e il trofeo fu vinto per l'ottava volta dal Messico, che sconfisse in finale gli Stati Uniti per 5-0.

## Formula
- Qualificazioni

40 membri CONCACAF: 12 posti disponibili per la fase finale. Stati Uniti (come paese ospitante) si qualifica direttamente alla fase finale. Rimangono 39 squadre per undici posti disponibili per la fase finale. Le squadre e i posti disponibili sono suddivisi in tre zone di qualificazione: Nord America (2 posti), Centro America (5 posti), Caraibi (4 posti). 
Zona Nord America - 2 squadre, si qualificano di diritto alla fase finale.
Zona Centro America - 7 squadre, partecipano alla Coppa delle nazioni UNCAF 2009, le prime quattro classificate si qualificano alla fase finale.
Zona Caraibi - 30 squadre, partecipano alla Coppa dei Caraibi 2008, le prime tre classificate si qualificano alla fase finale.
- Fase finale

Fase a gruppi - 12 squadre, divise in tre gruppi da quattro squadre. Giocano partite di sola andata, le prime due classificate e le due migliori terze accedono ai quarti di finale.
Fase a eliminazione diretta - 8 squadre, giocano partite di sola andata. La vincente si laurea campione CONCACAF.

## Squadre partecipanti
| Pr. | Squadra     | Data di qualificazione certa | Partecipante in quanto                               | Partecipazioni precedenti al torneo                                                                       | Ultima presenza  |
| --- | ----------- | ---------------------------- | ---------------------------------------------------- | --- | ---------------- |
| 1   | Stati Uniti | -                            | Rappresentativa della nazione ospitante              | 11 (1985, 1989, 1991, 1993, 1996, 1998, 2000, 2002, 2003, 2005, 2007)                                     | Stati Uniti 2007 |
| 2   | Messico     | -                            | Qualificata di diritto                               | 17 (1963, 1965, 1967, 1969, 1971, 1973, 1977, 1981, 1991, 1993, 1996, 1998, 2000, 2002, 2003, 2005, 2007) | Stati Uniti 2007 |
| 3   | Canada      | -                            | Qualificata di diritto                               | 11 (1977, 1981, 1985, 1991, 1993, 1996, 2000, 2002, 2003, 2005, 2007)                                     | Stati Uniti 2007 |
| 4   | Giamaica    | 5 dicembre 2008              | 1ª classificata della Coppa dei Caraibi 2008         | 8 (1963, 1969, 1991, 1993, 1998, 2000, 2003, 2005)                                                        | Stati Uniti 2005 |
| 5   | Grenada     | 7 dicembre 2008              | 2ª classificata della Coppa dei Caraibi 2008         | - | Esordiente       |
| 6   | Guadalupa   | 8 dicembre 2008              | 3ª classificata della Coppa dei Caraibi 2008         | 1 (2007)                                                                                                  | Stati Uniti 2007 |
| 7   | Honduras    | 24 gennaio 2009              | 3ª classificata della Coppa delle nazioni UNCAF 2009 | 14 (1963, 1967, 1971, 1973, 1981, 1985, 1991, 1993, 1996, 1998, 2000, 2003, 2005, 2007)                   | Stati Uniti 2007 |
| 8   | Costa Rica  | 25 gennaio 2009              | 2ª classificata della Coppa delle nazioni UNCAF 2009 | 14 (1963, 1965, 1969, 1971, 1985, 1989, 1991, 1993, 1998, 2000, 2002, 2003, 2005, 2007)                   | Stati Uniti 2007 |
| 9   | El Salvador | 26 gennaio 2009              | 4ª classificata della Coppa delle nazioni UNCAF 2009 | 11 (1963, 1965, 1977, 1981, 1985, 1989, 1996, 1998, 2002, 2003, 2007)                                     | Stati Uniti 2007 |
| 10  | Panama      | 27 gennaio 2009              | 1ª classificata della Coppa delle nazioni UNCAF 2009 | 4 (1963, 1993, 2005, 2007)                                                                                | Stati Uniti 2007 |
| 11  | Nicaragua   | 29 gennaio 2009              | 5ª classificata della Coppa delle nazioni UNCAF 2009 | 2 (1963, 1967)                                                                                            | Honduras 2005    |
| 12  | Haiti       | -                            | Qualificata per sorteggio                            | 10 (1963, 1965, 1969, 1973, 1977, 1981, 1985, 2000, 2002, 2007)                                           | Stati Uniti 2007 |

Nella sezione "partecipazioni precedenti al torneo", le date in grassetto indicano che la nazione ha vinto quella edizione del torneo, mentre le date in corsivo indicano la nazione ospitante.

## Stadi
| Carson                                   | Seattle | Oakland | Columbus              |
| ---------------------------------------- | --- | --- | --------------------- |
| The Home Depot Center                    | Qwest Field | Oakland-Alameda County Coliseum | Columbus Crew Stadium |
| Capienza: 27.000                         | Capienza: 67.000 | Capienza: 63.400 | Capienza: 23.000      |
|                                          | | |                       |
| Washington                               | Carson East Rutherford Chicago Filadelfia Columbus Washington Glendale Seattle Oakland Houston Foxborough Arlington MiamiCONCACAF Gold Cup 2009 (Stati Uniti d'America) | Carson East Rutherford Chicago Filadelfia Columbus Washington Glendale Seattle Oakland Houston Foxborough Arlington MiamiCONCACAF Gold Cup 2009 (Stati Uniti d'America) | Houston               |
| Robert F. Kennedy Memorial Stadium       | Carson East Rutherford Chicago Filadelfia Columbus Washington Glendale Seattle Oakland Houston Foxborough Arlington MiamiCONCACAF Gold Cup 2009 (Stati Uniti d'America) | Carson East Rutherford Chicago Filadelfia Columbus Washington Glendale Seattle Oakland Houston Foxborough Arlington MiamiCONCACAF Gold Cup 2009 (Stati Uniti d'America) | Reliant Stadium       |
| Capienza: 56.000                         | Carson East Rutherford Chicago Filadelfia Columbus Washington Glendale Seattle Oakland Houston Foxborough Arlington MiamiCONCACAF Gold Cup 2009 (Stati Uniti d'America) | Carson East Rutherford Chicago Filadelfia Columbus Washington Glendale Seattle Oakland Houston Foxborough Arlington MiamiCONCACAF Gold Cup 2009 (Stati Uniti d'America) | Capienza: 71.500      |
|                                          | Carson East Rutherford Chicago Filadelfia Columbus Washington Glendale Seattle Oakland Houston Foxborough Arlington MiamiCONCACAF Gold Cup 2009 (Stati Uniti d'America) | Carson East Rutherford Chicago Filadelfia Columbus Washington Glendale Seattle Oakland Houston Foxborough Arlington MiamiCONCACAF Gold Cup 2009 (Stati Uniti d'America) |                       |
| Miami                                    | East Rutherford | East Rutherford | Foxborough            |
| Florida International University Stadium | Giants Stadium | Giants Stadium | Gillette Stadium      |
| Capienza: 23.500                         | Capienza: 80.242 | Capienza: 80.242 | Capienza: 68.756      |
|                                          | | |                       |
| Glendale                                 | Filadelfia | Arlington | Chicago               |
| University of Phoenix Stadium            | Lincoln Financial Field | Cowboys Stadium | Soldier Field         |
| Capienza: 63.400                         | Capienza: 68.532 | Capienza: 80.000 | Capienza: 61.500      |
|                                          | | |                       |

## Sorteggio dei gruppi
| Girone A                               | Girone B                           | Girone C                           |
| -------------------------------------- | ---------------------------------- | ---------------------------------- |
| Canada Costa Rica El Salvador Giamaica | Grenada Haiti Honduras Stati Uniti | Guadalupa Messico Nicaragua Panama |

## Fase finale

### Fase a gruppi

#### Gruppo A

##### Classifica
| Pos | Squadra     | P.ti | G | V | N | P | GF | GS | DR |
| --- | ----------- | ---- | - | - | - | - | -- | -- | -- |
| 1   | Canada      | 7    | 3 | 2 | 1 | 0 | 4  | 2  | +2 |
| 2   | Costa Rica  | 4    | 3 | 1 | 1 | 1 | 4  | 4  | 0  |
| 3   | Giamaica    | 3    | 3 | 1 | 0 | 2 | 1  | 2  | -1 |
| 4   | El Salvador | 3    | 3 | 1 | 0 | 2 | 2  | 3  | -1 |

##### Risultati
| Arbitro: | Vaughn |

|           |           |  |
| Gerba 75’ | Marcatori |  |

| Arbitro: | Archundia |

|              |           |                 |
| Granados 64’ | Marcatori | 19’, 87’ Romero |

| Arbitro: | Marrufo |

|  |           |            |
|  | Marcatori | 62’ Borges |

| Arbitro: | García |

|  |           |           |
|  | Marcatori | 32’ Gerba |

| Arbitro: | Vaughn |

|                        |           |                         |
| Herron 23’ Centeno 35’ | Marcatori | 25’ Bernier 28’ de Jong |

| Arbitro: | Hospedales |

|  |           |              |
|  | Marcatori | 69’ Cummings |

#### Gruppo B

##### Classifica
| Pos | Squadra     | P.ti | G | V | N | P | GF | GS | DR  |
| --- | ----------- | ---- | - | - | - | - | -- | -- | --- |
| 1   | Stati Uniti | 7    | 3 | 2 | 1 | 0 | 8  | 2  | +6  |
| 2   | Honduras    | 6    | 3 | 2 | 0 | 1 | 5  | 2  | +3  |
| 3   | Haiti       | 4    | 3 | 1 | 1 | 1 | 4  | 3  | +1  |
| 4   | Grenada     | 0    | 3 | 0 | 0 | 3 | 0  | 10 | -10 |

##### Risultati
| Arbitro: | Rodríguez |

|            |           |  |
| Costly 76’ | Marcatori |  |

| Arbitro: | López |

|  |           |                                         |
|  | Marcatori | 7’ Adu 31’ Holden 60’ Rogers 69’ Davies |

| Arbitro: | Moreno Salazar |

|                       |           |  |
| Noël 13’ Marcelin 79’ | Marcatori |  |

| Arbitro: | Campbell |

|                        |           |  |
| Quaranta 74’ Ching 79’ | Marcatori |  |

| Arbitro: | Quesada |

|                      |           |                     |
| Arnaud 5’ Holden 92’ | Marcatori | 46’ Sirin 48’ Chery |

| Arbitro: | Rodríguez |

|                                                    |           |  |
| Martínez 2’ Espinoza 25’ Valladares 56’ Costly 67’ | Marcatori |  |

#### Gruppo C

##### Classifica
| Pos | Squadra   | P.ti | G | V | N | P | GF | GS | DR |
| --- | --------- | ---- | - | - | - | - | -- | -- | -- |
| 1   | Messico   | 7    | 3 | 2 | 1 | 0 | 5  | 1  | +4 |
| 2   | Guadalupa | 6    | 3 | 2 | 0 | 1 | 4  | 3  | +1 |
| 3   | Panama    | 4    | 3 | 1 | 1 | 1 | 6  | 3  | +3 |
| 4   | Nicaragua | 0    | 3 | 0 | 0 | 3 | 0  | 8  | -8 |

##### Risultati
| Arbitro: | Brizan |

|              |           |                         |
| Barahona 68’ | Marcatori | 32’ Loval 42’ Fleurival |

| Arbitro: | Ward |

|  |           |                                |
|  | Marcatori | 45’ (rig.) Noriega 86’ Barrera |

| Arbitro: | Moncada |

|                      |           |  |
| Auvray 57’ Gotin 59’ | Marcatori |  |

| Arbitro: | Aguilar |

|           |           |           |
| Sabah 10’ | Marcatori | 29’ Pérez |

| Arbitro: | Pineda |

|                                     |           |  |
| Pérez 35’ Gómez 56’ Tejada 76’, 88’ | Marcatori |  |

| Arbitro: | Brizan |

|                       |           |  |
| Torrado 42’ Sabah 85’ | Marcatori |  |

### Raffronto tra le terze classificate
| Pos | Gruppo | Squadra  | P.ti | G | V | N | P | GF | GS | DR |
| --- | ------ | -------- | ---- | - | - | - | - | -- | -- | -- |
| 1   | C      | Panama   | 4    | 3 | 1 | 1 | 1 | 6  | 3  | +3 |
| 2   | B      | Haiti    | 4    | 3 | 1 | 1 | 1 | 4  | 3  | +1 |
| 3   | A      | Giamaica | 3    | 3 | 1 | 0 | 2 | 1  | 2  | -1 |

### Fase a eliminazione diretta

#### Tabellone
|  | Quarti di finale | Quarti di finale | Quarti di finale |               |             | Semifinali  | Semifinali | Semifinali |  |  | Finale | Finale | Finale |  |
|  |                  |                  |                  |               |             |             |            |            |  |  |        |        |        |  |
|  | Canada           | Canada           | 0                |               |             |             |            |            |  |  |        |        |        |  |
|  | Canada           | Canada           | 0                |               |             |             |            |            |  |  |        |        |        |  |
|  | Honduras         | Honduras         | 1                |               |             |             |            |            |  |  |        |        |        |  |
|  | Honduras         | Honduras         | 1                |               | Honduras    | Honduras    | 0          |            |  |  |        |        |        |  |
|  |                  |                  |                  |               | Honduras    | Honduras    | 0          |            |  |  |        |        |        |  |
|  |                  |                  | Stati Uniti      | Stati Uniti   | 2           |             |            |            |  |  |        |        |        |  |
|  | Stati Uniti      | Stati Uniti      | Stati Uniti      | Stati Uniti   | 2           | 2           |            |            |  |  |        |        |        |  |
|  | Stati Uniti      | Stati Uniti      |                  |               |             |             |            |            |  |  |        |        |        |  |
|  | Panama           | Panama           | 1                |               |             |             |            |            |  |  |        |        |        |  |
|  | Panama           | Panama           | 1                |               | Stati Uniti | Stati Uniti | 0          |            |  |  |        |        |        |  |
|  |                  |                  |                  |               |             |             |            |            |  |  |        |        |        |  |
|  |                  |                  | Messico          | Messico       | 5           |             |            |            |  |  |        |        |        |  |
|  | Guadalupa        | Guadalupa        | Messico          | Messico       | 5           | 1           |            |            |  |  |        |        |        |  |
|  | Guadalupa        | Guadalupa        |                  |               |             |             |            |            |  |  |        |        |        |  |
|  | Costa Rica       | Costa Rica       | 5                |               |             |             |            |            |  |  |        |        |        |  |
|  | Costa Rica       | Costa Rica       | 5                |               | Costa Rica  | Costa Rica  | 1 (3)      |            |  |  |        |        |        |  |
|  |                  |                  |                  |               | Costa Rica  | Costa Rica  | 1 (3)      |            |  |  |        |        |        |  |
|  |                  |                  | Messico (dtr)    | Messico (dtr) | 1 (5)       |             |            |            |  |  |        |        |        |  |
|  | Messico          | Messico          | Messico (dtr)    | Messico (dtr) | 1 (5)       | 4           |            |            |  |  |        |        |        |  |
|  | Messico          | Messico          |                  |               |             |             |            |            |  |  |        |        |        |  |
|  | Haiti            | Haiti            | 0                |               |             |             |            |            |  |  |        |        |        |  |

#### Quarti di finale
| Arbitro: | Aguilar |

|  |           |                     |
|  | Marcatori | 35’ (rig.) Martínez |

| Arbitro: | Archundia |

|                                  |           |           |
| Beckerman 49’ Cooper 106’ (rig.) | Marcatori | 45’ Pérez |

| Arbitro: | Pineda |

|              |           |                                                   |
| Alphonse 64’ | Marcatori | 3’ Borges 16’, 71’ Saborío 47’ Herron 89’ Herrera |

| Arbitro: | Campbell |

|                                           |           |  |
| Sabah 23’, 63’ dos Santos 42’ Barrera 83’ | Marcatori |  |

#### Semifinali
| Arbitro: | Campbell |

|  |           |                        |
|  | Marcatori | 45’ Goodson 90’ Cooper |

| Arbitro: | Moreno Salazar |

|                               |                      |                                       |
| Ledezma 93’                   | Punti                | 88’ Franco                            |
| Saborío Borges Ledezma Oviedo | Tiri di rigore 3 – 5 | Franco dos Santos Torrado Juárez Vela |

#### Finale
| Arbitro: | Campbell |

|  |           |                                                                  |
|  | Marcatori | 56’ (rig.) Torrado 62’ dos Santos 67’ Vela 79’ Castro 90’ Franco |

## Statistiche

### Classifica marcatori
4 reti
- Miguel Sabah

3 reti
- Blas Pérez

2 reti
- Ali Gerba
- Celso Borges
- Andy Herron
- Álvaro Saborío
- Osael Romero

- Carlo Costly
- Walter Martínez
- Gerardo Torrado
- Giovani dos Santos
- Pablo Barrera

- Guillermo Franco
- Luis Tejada
- Kenny Cooper
- Stuart Holden

1 reti
- Patrice Bernier
- Marcel de Jong
- Wálter Centeno
- Warren Granados
- Pablo Herrera
- Froylán Ledezma
- Alexandre Alphonse
- Stéphane Auvray
- David Fleurival
- Ludovic Gotin
- Loïc Loval

- Monès Chéry
- James Marcelin
- Fabrice Noël
- Vaniel Sirin
- Roger Espinoza
- Melvin Valladares
- Omar Cummings
- José Antonio Castro
- Luis Miguel Noriega
- Carlos Vela

- Nelson Barahona
- Gabriel Enrique Gómez
- Freddy Adu
- Davy Arnaud
- Kyle Beckerman
- Brian Ching
- Charlie Davies
- Clarence Goodson
- Santino Quaranta
- Robbie Rogers

### Premi
- Golden Ball Award:  Giovani dos Santos[2]
- Golden Boot Award:  Miguel Sabah[3]
- Golden Glove Award:  Keylor Navas[4]
- Fair Play Award:  Stati Uniti[5]
- Gold Cup Best XI:

| Portiere                             | Difensori                                                                                          | Centrocampisti                                                                                         | Attaccanti                                                       |
| ------------------------------------ | -------------------------------------------------------------------------------------------------- | --- | ---------------------------------------------------------------- |
| Keylor Navas Riserva Guillermo Ochoa | Michaël Klukowski Freddy Fernández Fausto Pinto Luis Moreno Riserve Clarence Goodson Chad Marshall | Julián de Guzmán Celso Borges Stéphane Auvray Gerardo Torrado Riserve Giovani dos Santos Stuart Holden | Álvaro Saborío Wálter Martínez Riserve Miguel Sabah Kenny Cooper |